# Peter Utzschneider
Peter Utzschneider (Murnau am Staffelsee, 6 marzo 1946) è un ex bobbista tedesco.

## Biografia
Agli XI Giochi olimpici invernali(edizione disputatasi nel 1972 a Sapporo,  Giappone) vinse la medaglia di bronzo nel bob a quattro con i connazionali Wolfgang Zimmerer, Stefan Gaisreiter e Walter Steinbauer, partecipando per la nazionale tedesca, venendo superate da quella italiana e dalla svizzera.
Il tempo totalizzato fu di 4:43,92 con un distacco minimo rispetto alle altre classificate 4:43,07 e 4:43,83  i loro tempi.
Con Wolfgang Zimmerer vinse la medaglia d'oro nel bob a due nella stessa edizione con un tempo di 4:57,07. Ai XII Giochi olimpici invernali vinse una medaglia di bronzo nel bob a quattro con Wolfgang Zimmerer, Bodo Bittner e Manfred Schumann con un tempo di 3:41,37 
Inoltre ai campionati mondiali vinse molte medaglie:
- nel 1969, oro nel bob a quattro con Wolfgang Zimmerer, Walter Steinbauere Stefan Gaisreiter.
- nel 1970, medaglia d'argento nel bob a quattro con Pepi Bader, Walter Steinbauer e Wolfgang Zimmerer.[4] e nel bob a due argento con Wolfgang Zimmerer;
- nel 1971, medaglia di bronzo nel bob a quattro con Stefan Gaisreiter, Walter Steinbauer e Wolfgang Zimmerer;
- nel 1973, oro nel bob a due con Wolfgang Zimmerer[5]  e bronzo nel bob a quattro con Stefan Gaisreiter, Walter Steinbauer e Wolfgang Zimmerer;
- nel 1974, oro nel bob a due con Peter Utzschneider e oro nel bob a quattro con Wolfgang Zimmerer, Manfred Schumann e Albert Wurzer.
- nel 1975, argento nel bob a quattro con Wolfgang Zimmerer, Albert Wurzer e Fritz Ohlwärter.